# ماسینگ (آلمان)
ماسینگ (آلمان) (به آلمانی: Massing, Germany) یک شهر در آلمان است که در بایرن واقع شده‌است.

## خصوصیات
ماسینگ ۱۱۲٫۰۰ کیلومترمربع مساحت دارد ۴۲۸ متر بالاتر از سطح دریا واقع شده‌است.